# Iahubeț, Hrîstînivka
Iahubeț (în ucraineană Ягубець) este o comună în raionul Hrîstînivka, regiunea Cerkasî, Ucraina, formată numai din satul de reședință.

## Demografie
Componența lingvistică a comunei Iahubeț
     Ucraineană (98,34%)
     Rusă (1,4%)
     Alte limbi (0,26%)
Conform recensământului din 2001, majoritatea populației comunei Iahubeț era vorbitoare de ucraineană (98,34%), existând în minoritate și vorbitori de rusă (1,4%).